# Lucilia incisuralis
Lucilia incisuralis este o specie de muște din genul Lucilia, familia Calliphoridae. A fost descrisă pentru prima dată de Macquart în anul 1843. Conform Catalogue of Life specia Lucilia incisuralis nu are subspecii cunoscute.